# قراصي (حلب)
 قراصي  قرية سوريّة تتبع إداريّاً لمحافظة حلب منطقة جبل سمعان ناحية مركز جبل سمعان، بلغ تعداد سكانها 3,326 نسمة حسب التعداد السكاني لعام 2004.